# Éloi Charlemagne Taupin
Pour les articles homonymes, voir Taupin.
Éloi-Charlemagne Taupin, né le 17 août 1767 à Barbery (Oise) et mort le 10 avril 1814 à Toulouse (Haute-Garonne), est un général français de la Révolution et de l’Empire.

## Biographie

### Famille
Éloi Charlemagne est le fils d’Eloy Taupin, fermier-laboureur, né le 12 juin 1740 à Barbery, marié le 3 juillet 1765 à Senlis (Oise) avec Marie Louise Barbier, née vers 1745 à Ayencourt (Somme), décédée le 18 octobre 1776 à Brasseuse (Oise). Il est le cousin germain de Nicolas François Bellart.

### Biographie
Du 14 mai 1787 jusqu’au 16 février 1791, il sert dans le régiment du Roi. Le 18 septembre 1791 il rentre comme sous-lieutenant dans le 1er bataillon de volontaires de l’Oise, et le 31 janvier 1792 il est promu capitaine dans le même corps par le choix de ses camarades.
De 1792 à 1795, Taupin est à l’armée du Nord. Il est nommé chef de bataillon à l’ancienneté dans ce même corps, et le reste lorsque le bataillon sera amalgamé une première fois pour devenir la 183e demi-brigade de première formation puis une seconde fois pour devenir la 28e demi-brigade de deuxième formation. 
De 1795 à 1797, il est à l’armée de l'Intérieur, puis passe en 1798, à l’armée d'Helvétie. Le 9 juin 1800 il combat brillamment à la bataille de Montebello puis à Marengo le 14 juin suivant où il est blessé. Le 15 septembre 1802, il reçoit un sabre d’honneur à la suite de cette action, mais il ne reçoit le brevet que le 24 janvier 1803.
Employé à Boulogne en 1802-1803 sous les ordres du général Vandamme, il passe en 1803 à l'armée de Batavie. Le 22 décembre 1803 Taupin est nommé major du 11e régiment d’infanterie de ligne, et le 14 juin 1804 il est fait officier de la Légion d'honneur. 
Le 1er février 1805, il est nommé colonel du 103e régiment d’infanterie de ligne. C’est à la tête de ce corps qu’il fait les campagnes d’Autriche, de Prusse et de Pologne de 1805 à 1807, au sein de la division Gazan. Blessé le 11 novembre 1805 à la bataille de Dürenstein, il attire sur lui l’attention de Napoléon, qui le fait commandeur de la Légion d'honneur. Le 21 février 1807, à la suite de la bataille d'Eylau, il est promu général de brigade.
En 1808, il passe à l’armée d'Espagne, mais, en 1809, il est employé en Allemagne pour participer à la campagne contre les Autrichiens. En 1810, il revient dans l’armée d'Espagne. Le 22 juillet 1812, il participe à la bataille des Arapiles où il commande la 6e division. Le 28 janvier 1813, il est élevé au grade de général de division. Le 24 mars, il prend le commandement de la 4e division d’infanterie de l'armée du Portugal commandée par le général Reille et participe le 21 juin 1813 à la bataille de Vitoria.
Lors de la nomination de Soult en juillet 1813 à l’armée des Pyrénées, il reste sous les ordres du général Reille. Il s’illustre lors de l’offensive vers Sorauren le 28 juillet 1813 et lors de l’attaque d’octobre 1813 en défendant la redoute de la « Baïonnette » en avant d’Ascain. Le 10 décembre 1813 Taupin s’illustre encore au combat de Bassussary où il force le centre allié à reculer vers ses retranchements à Arcangues.
Il s’illustre à la bataille d’Orthez le 27 février 1814, où sa division, située à droite du dispositif français, repousse cinq fois les attaques de Beresford.

### Mort
Lors de la bataille de Toulouse, la division Taupin occupe la redoute de la Cépière. Après avoir décimé le premier assaut anglais, Taupin commet une erreur, et lance une contre-attaque dans laquelle il est tué ; la confusion qui suit sa mort permet à Beresford de s’emparer de la redoute.
Il meurt le 10 avril 1814 à 11 heures. Dans l’après-midi, son corps est déposé dans la cathédrale Saint-Étienne.

## Titre, Décorations, Honneurs

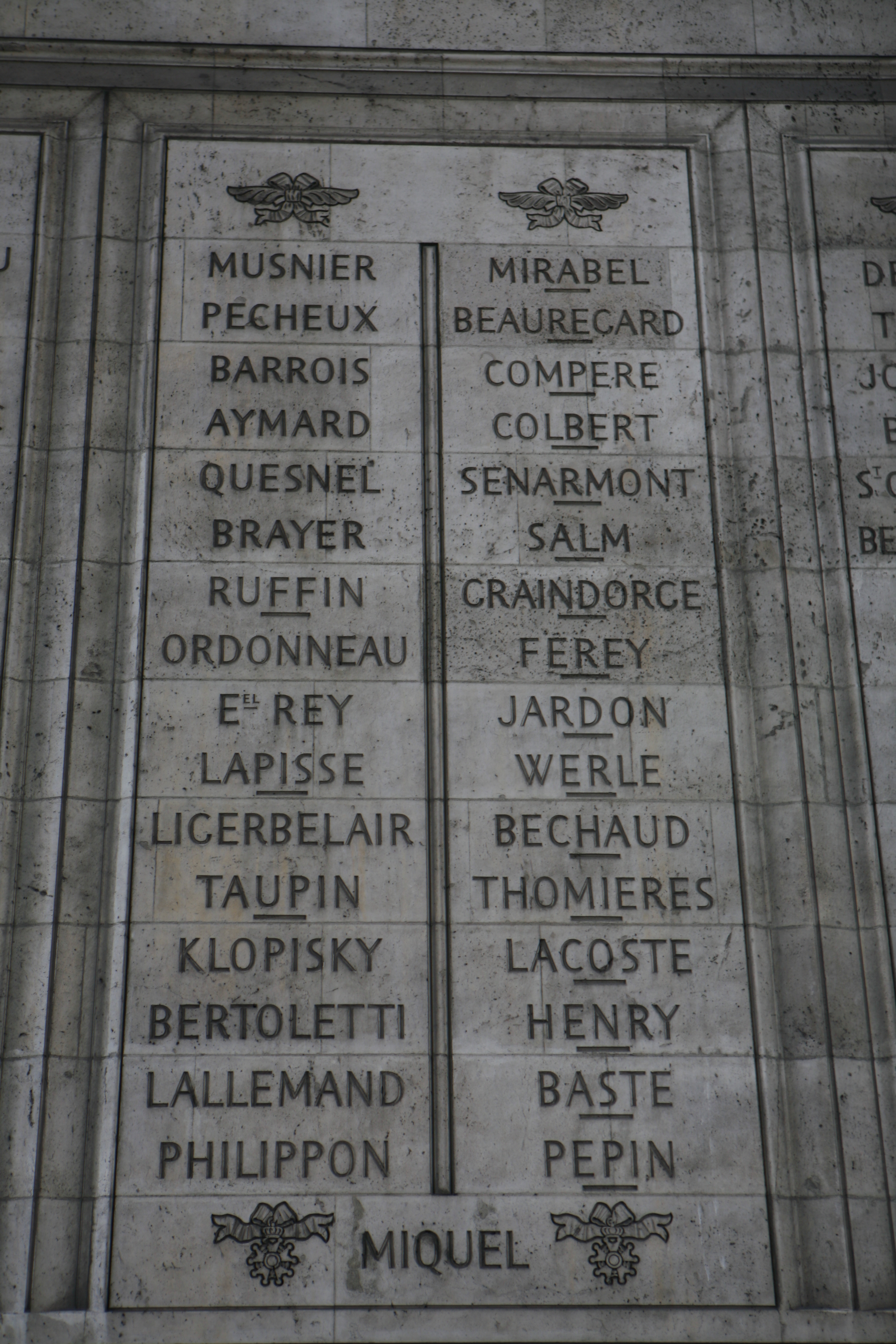
Noms gravés sous l’arc de triomphe de l’Étoile : pilier Ouest, 37e et.

### Titre de
Le général Taupin est fait baron de l'Empire le 2 juillet 1808.

### Honneurs
- 24 janvier 1803 : sabre d’Honneur.
- 14 juin 1804 : officier de la Légion d'honneur.
- 25 décembre 1805 : commandeur de la Légion d'honneur.

### Distinctions
- Il fait partie des 660 personnalités à avoir son nom gravé sous l’arc de triomphe de l'Étoile. Il apparaît sur la 37e colonne (l’Arc indique TAUPIN).